# St. Stephan (Sausenheim)
Die katholische Kirche St. Stephan bzw. St. Stephanus ist eine von zwei Kirchen des Grünstadter Ortsteils Sausenheim im Landkreis Bad Dürkheim (Rheinland-Pfalz).

## Geschichte

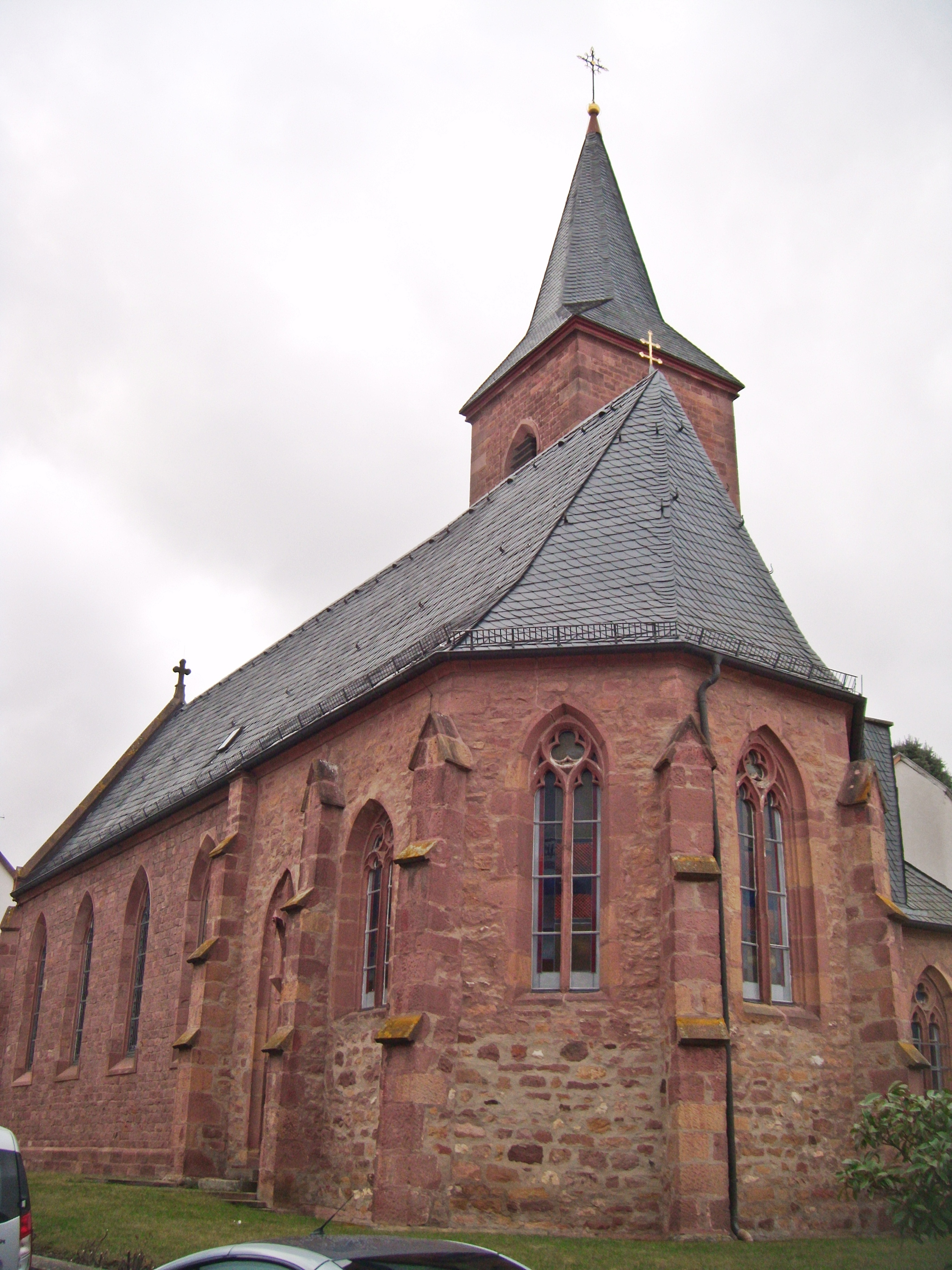
Die Kirche von Osten, rechts angebaut, die Katharinenkapelle

Die heute protestantische Peterskirche und die katholische Kirche St. Stephanus sind in ihren historischen Teilen die ältesten Bauwerke von Sausenheim. Man nimmt an, dass sich das Dorf aus zwei Klosterhöfen mit Kapellen entwickelte, einer bei der Peterskirche, welcher dem Kloster Weißenburg gehörte, der andere bei St. Stephan, als Gründung des lothringischen Klosters St. Nabor in Saint-Avold. Laut einer an der Stephanskirche angebrachten Bronzetafel der Stadtverwaltung Grünstadt setzt man die Gründung durch das Kloster St. Nabor um 800 an.
Die erste urkundliche Erwähnung geschieht 1245. In jenem Jahr gehörte das Patronat der Stephanskirche dem Kloster Maria Münster in Worms, welches es am 1. Juli 1253 Bischof Richard von Daun übertrug. Von ihm gelangte es noch im gleichen Monat an das Wormser Domstift und 1259 an das dortige Domkapitel. Der zweite Patronatsherr war das Kloster St. Nabor, wie sich aus einer Vergleichsangelegenheit zwischen ihm und dem Domstift Worms von 1359 ergibt. Möglich war dies, weil die Stephanskirche eigentlich aus zwei separaten, aneinandergebauten Kirchen mit zwei Altären, am gleichen Platz (jedoch mit unterschiedlichen Besitzern) bestand. Das ist noch heute am Baubestand des Gebäudes ersichtlich. St. Nabor besaß das Hauptgebäude mit dem Kreuzaltar, das Bistum Worms die kleinere Katharinenkapelle, mit entsprechendem Altar. Wegen zu weiter Entfernung vom Mutterkloster verkaufte St. Nabor jedoch seine Sausenheimer Rechte am 19. Juli 1493 an das Wormser Domkapitel, dem somit nun beide Teile von St. Stephan und die Peterskirche gehörten. Jurisdiktionsmäßig unterstand das ganze Dorf ohnehin dem Bistum Worms. Die genannte Zweiteilung der Stephanskirche, in zwei Räume mit zwei Altären, wird auch im Visitationsbericht des „Wormser Synodale“ von 1496 so beschrieben.  
1555 wurde in Sausenheim als Teil der Grafschaft Leiningen-Westerburg die Reformation eingeführt und der katholische Glaube unterdrückt. Laut „Leiningischer Kirchenordnung“ gab es 1565 keine Katholiken mehr im Dorf. Lutherische Pfarrkirche des Ortes wurde St. Peter. Durch die Konversion der Grafen Ludwig Eberhard (regiert bis 1686, † 1688) und seines Sohnes Philipp Ludwig († 1705) zur katholischen Kirche erhielten die Katholiken Sausenheims wieder ihre Freiheiten und 1684 auch die Stephanskirche zurück. Sie musste offenbar erst wieder benutzbar gemacht werden, was sich z. B. 1684/85 anhand von dafür bestimmten Bauholzlieferung belegen lässt. 1728 stiftete der Wormser Domvikar und bischöfliche Speichermeister bzw. Amtskeller Martin Augsthaler († 1749) einen prächtigen neuen Hochaltar aus gelbem Sandstein, der noch heute existiert (2015). Er trägt rückseitig seine Dedikationsinschrift. In der Katharinenkapelle befand sich noch zu Beginn des 20. Jahrhunderts der mittelalterliche Altarstipes an der Ostwand, welcher inzwischen abgebrochen wurde. Seit der Rückgabe der Kirche diente diese als katholisches Gotteshaus des Ortes, während die Peterskirche protestantisch blieb, aber vom Patronatsherrn, dem katholischen Wormser Domkapitel, unterhalten werden musste. Deshalb legte Augsthaler bei ihrem Neubau 1725 auch den dortigen Grundstein.
1801 ging das bisher zuständige Bistum Worms unter. Das Gotteshaus unterstand zunächst dem Großbistum Mainz, seit 1818 gehört es zum Bistum Speyer.
Im 19. Jahrhundert wurde die Stephanskirche immer baufälliger, sicherheitshalber trug man nach 1822 den Turm bis auf das erste Stockwerk ab. Durch Blitzeinschlag am 23. Juni 1888 stürzten große Teile des Kirchenschiffs ein. Es musste abgebrochen werden und erstand 1889 neu, bei Integration des historischen Chores bzw. der Katharinenkapelle und des alten Turmuntergeschosses. Architekten waren Albert Jack (1856–1935) und Ferdinand Bernatz (* 1842 in Speyer).

## Baubestand

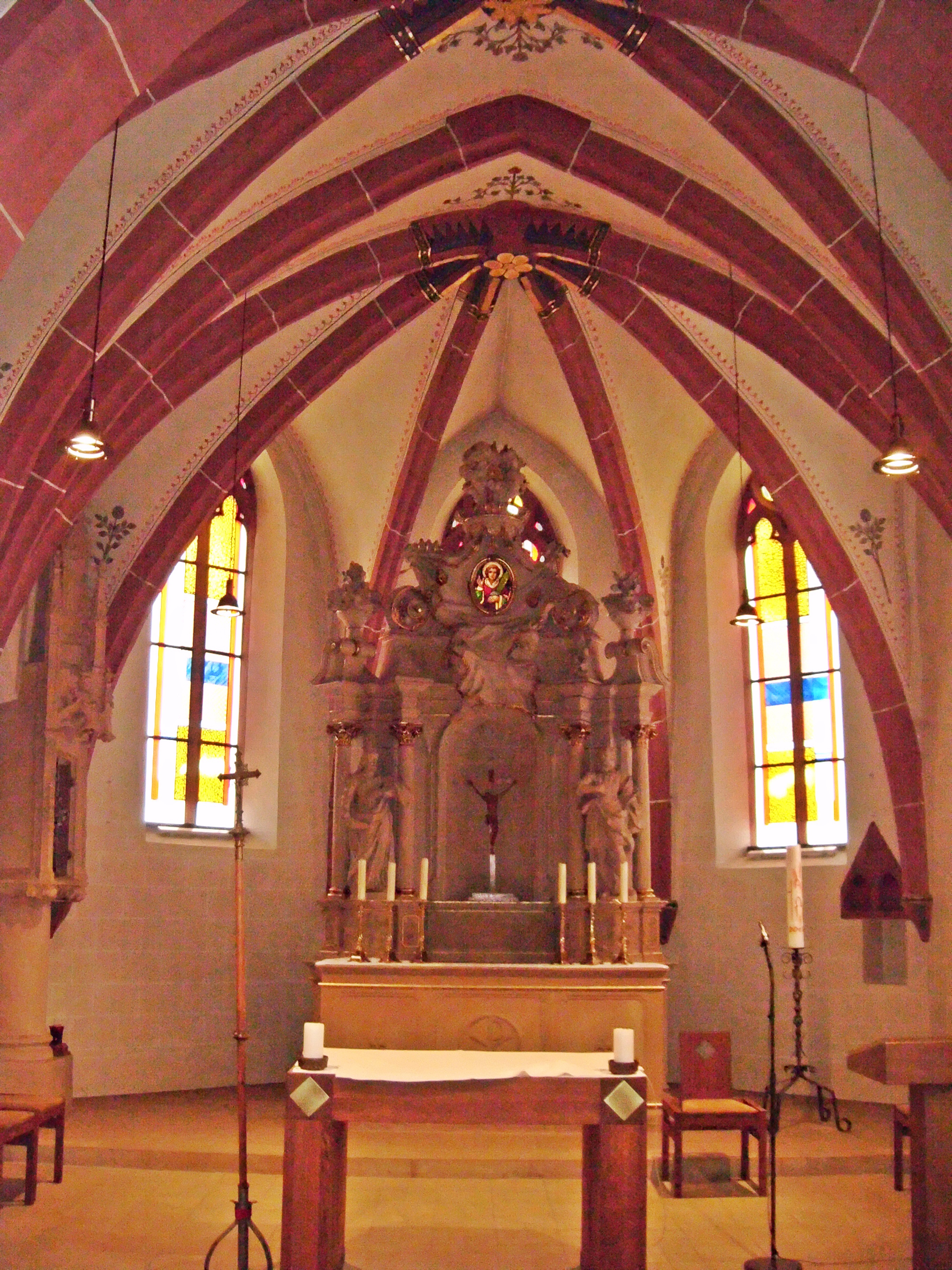
Innenbereich des Chores mit Hochaltar; links das Sakramentshaus

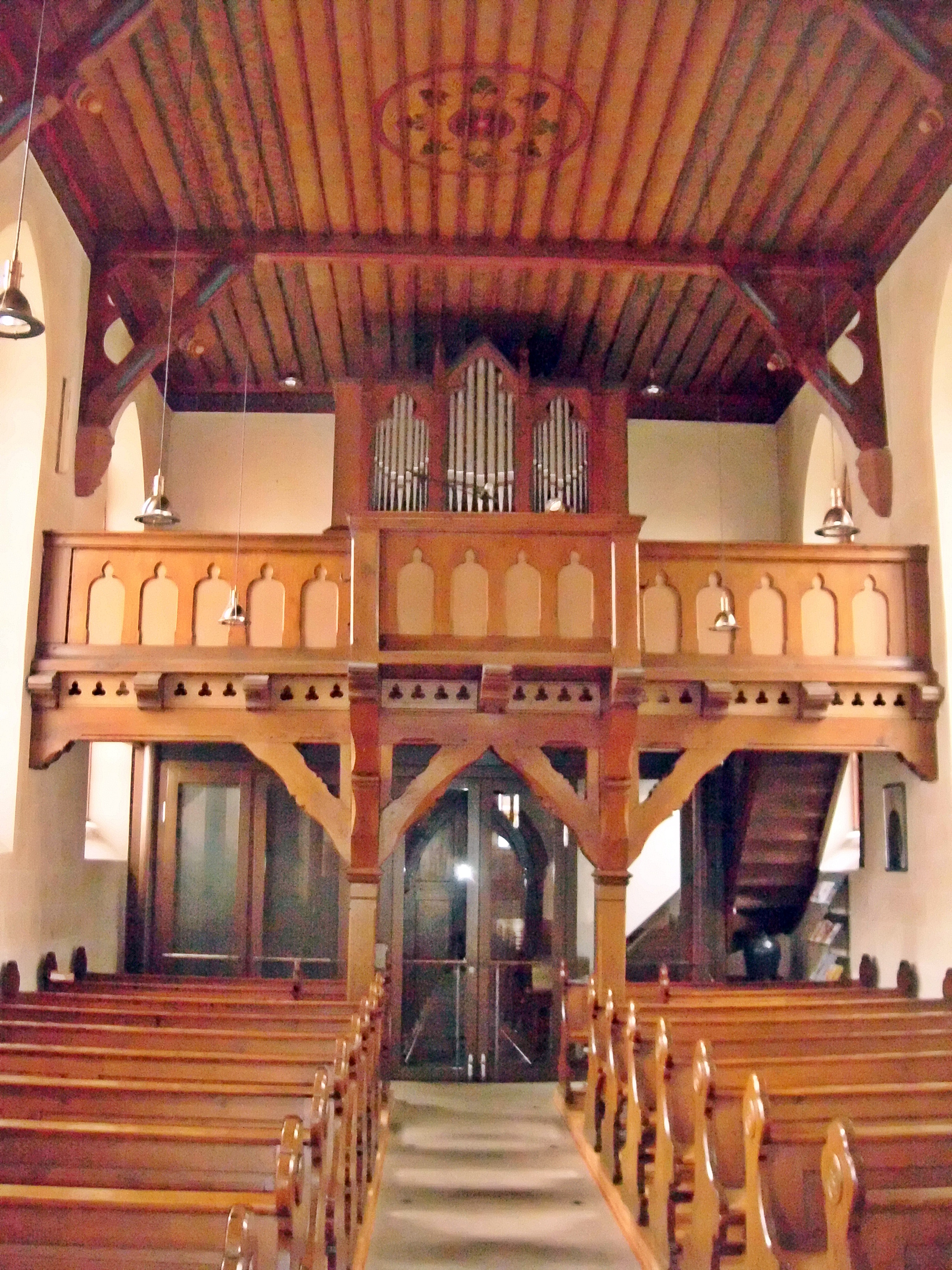
Kirchenschiff gegen Westen

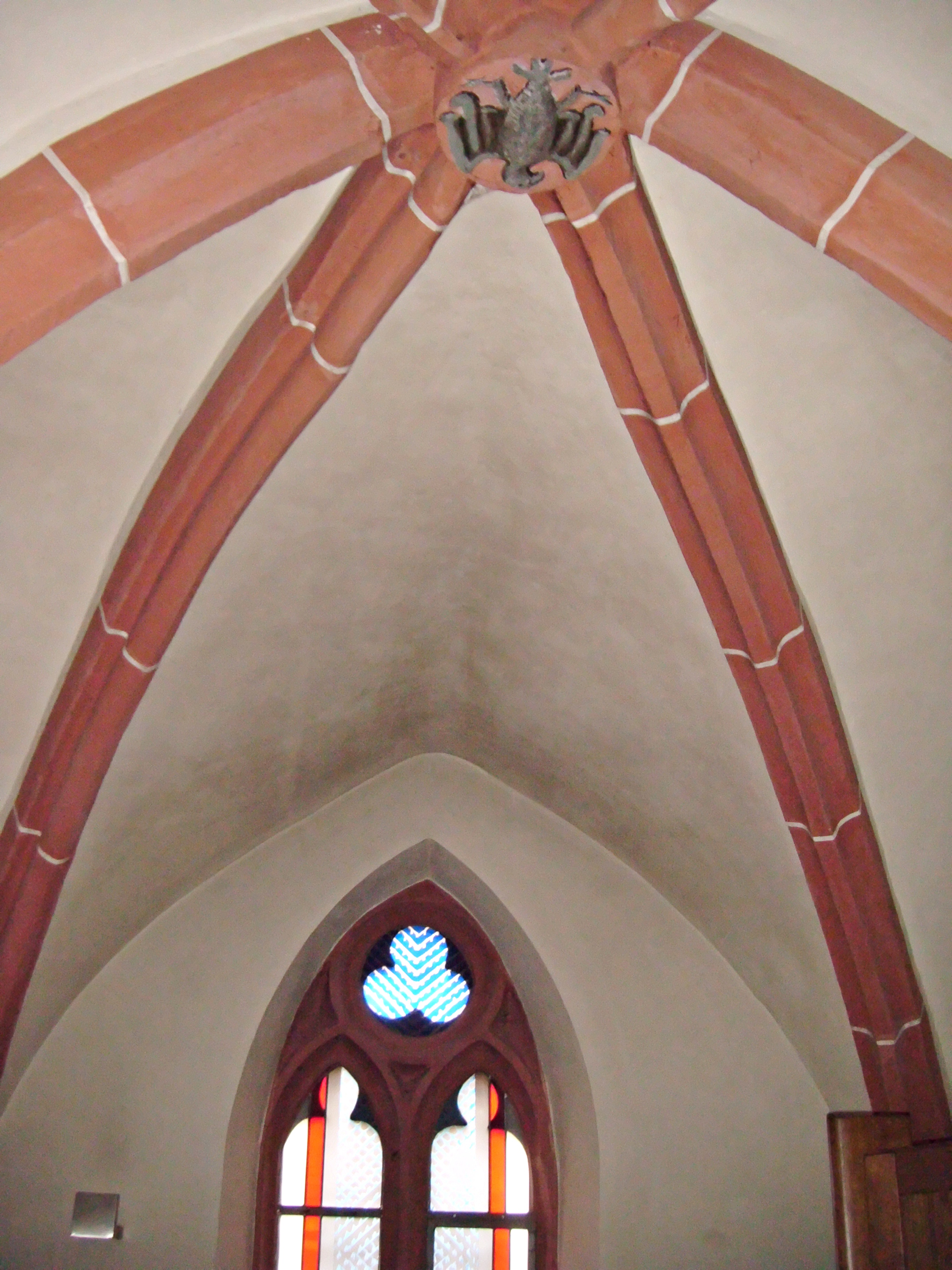
Ehem. Katharinenkapelle, innen, gegen Osten

Als ältester Teil der Anlage gilt das Turmuntergeschoss an der Nordseite des Langhauses. Es soll aus spätromanischer Zeit stammen und wird ins 13. Jahrhundert datiert, weist jedoch diesbezüglich keine besonderen Stilelemente auf. Eine Zugangspforte zum Kirchenschiff besitzt einen gotischen Kielbogen und eine Tür mit Beschlägen aus dem 14. Jahrhundert. Auf dem tonnengewölbten Untergeschoss sitzen drei neugotische Stockwerke mit Spitzhelm.
Der nicht eingezogene Chor mit 5/8-Schluss ist nach Osten ausgerichtet. Er besitzt ein Joch mit Kreuzrippengewölbe und hat Maßwerkfenster. Außen befinden sich doppelt abgesetzte Strebepfeiler mit Stirngiebeln. Der Chorbogen zum Kirchenschiff ist spitzbogig. An der äußeren Südseite befindet sich eine gotische Türöffnung mit baldachingekrönter Figurennische. Die dort platzierte Figur des „Guten Hirten“ stammt allerdings aus dem 19. Jahrhundert.
Nördlich vom Chor und östlich des Turmes steht die rechteckige Katharinenkapelle mit geradem Chorabschluss nach Osten, in dem ein kleineres Maßwerkfenster sitzt. Sie hat ein Sterngewölbe und war nach rechts, durch zwei Spitzbogen, zum Hauptchor hin offen. Heute ist diese Öffnung wesentlich verkleinert, da sie nur noch als Sakristei dient. Sowohl der Hauptchor als auch die Katharinenkapelle sind vom Baustil her identisch und werden ins 14. Jahrhundert datiert. Der Gewölbeschlussstein der Katharinenkapelle zeigt eine schöne Vogeldarstellung, die als Taube interpretiert wird, jedoch auch ein Adler sein könnte.
Das neugotische Langhaus aus behauenen roten Sandsteinquadern weist an der Südseite vier, an der Nordseite (wegen des angebauten Turms) nur drei große Spitzbogenfenster auf. Das spitzbogige Hauptportal mit darüber liegendem Vierpass-Rundfenster sitzt auf der Westseite. Um die Kirche befand sich früher ein Friedhof, nun eine Grünanlage. Im östlichen Bereich haben sich noch einige barocke Grabkreuze erhalten.
Im Chor der Kirche steht an zentraler Stelle der von Domvikar Martin Augsthaler 1728 gestiftete Sandstein-Hochaltar mit rückseitiger Widmungsinschrift. Er weist als Besonderheit oben einen Durchbruch mit Glasgemälde des Kirchenpatrons St. Stephan auf, das von einem dahinter befindlichen Fenster beleuchtet wird. Zusätzlich zur Dedikation an diesen Kirchenpatron  ließ der Stifter in dem Widmungstext vermerken, dass er den Altar auch „zu Ehren der Allerseligsten, ohne Erbsünde empfangenen, vor und nach der Geburt allzeit unbefleckt gebliebenen Jungfrauen Maria, Mutter des Allerhöchsten“ errichtet hat. Er scheint demnach ein ausgesprochener Marienverehrer gewesen zu sein und bezeugt damit für die hiesige Region bereits 1728 den Glauben an die Unbefleckte Empfängnis Mariens, welcher erst 1854 verbindlich dogmatisiert wurde. 
Links im Chor, zur Katharinenkapelle hin, steht ein großes gotisches Sakramentshaus auf einer vermutlich älteren Rundsäule. Dahinter ist noch ein fensterartiger Rest der ehemaligen Wandöffnung zur Seitenkapelle, der heutigen Sakristei, hin erkennbar. An der rechten Chorwand ist ein Wappen Papst Leo XIII. aufgebracht, unter dem 1889 die Neuweihe der Kirche erfolgte. Im Kirchenschiff befinden sich hölzerne, gotische Heiligenfiguren aus der Zeit um 1440. Die größte, eine Marienfigur, steht an der östlichen Stirnwand des Langhauses neben dem Chorbogen. Die anderen, St. Petrus, St. Paulus und St. Joseph, sind an der Nordwand platziert. Das Kirchenschiff mit Orgelempore und holzvertäfelter Flachdecke weist neugotische Zierformen auf. Zur Erinnerung an das Gründerkloster St. Nabor trägt das Chordach ein Lothringer Doppelkreuz. Die katholische Kirchengemeinde Sausenheim nennt sich offiziell St. Stephanus.    

## Galerie

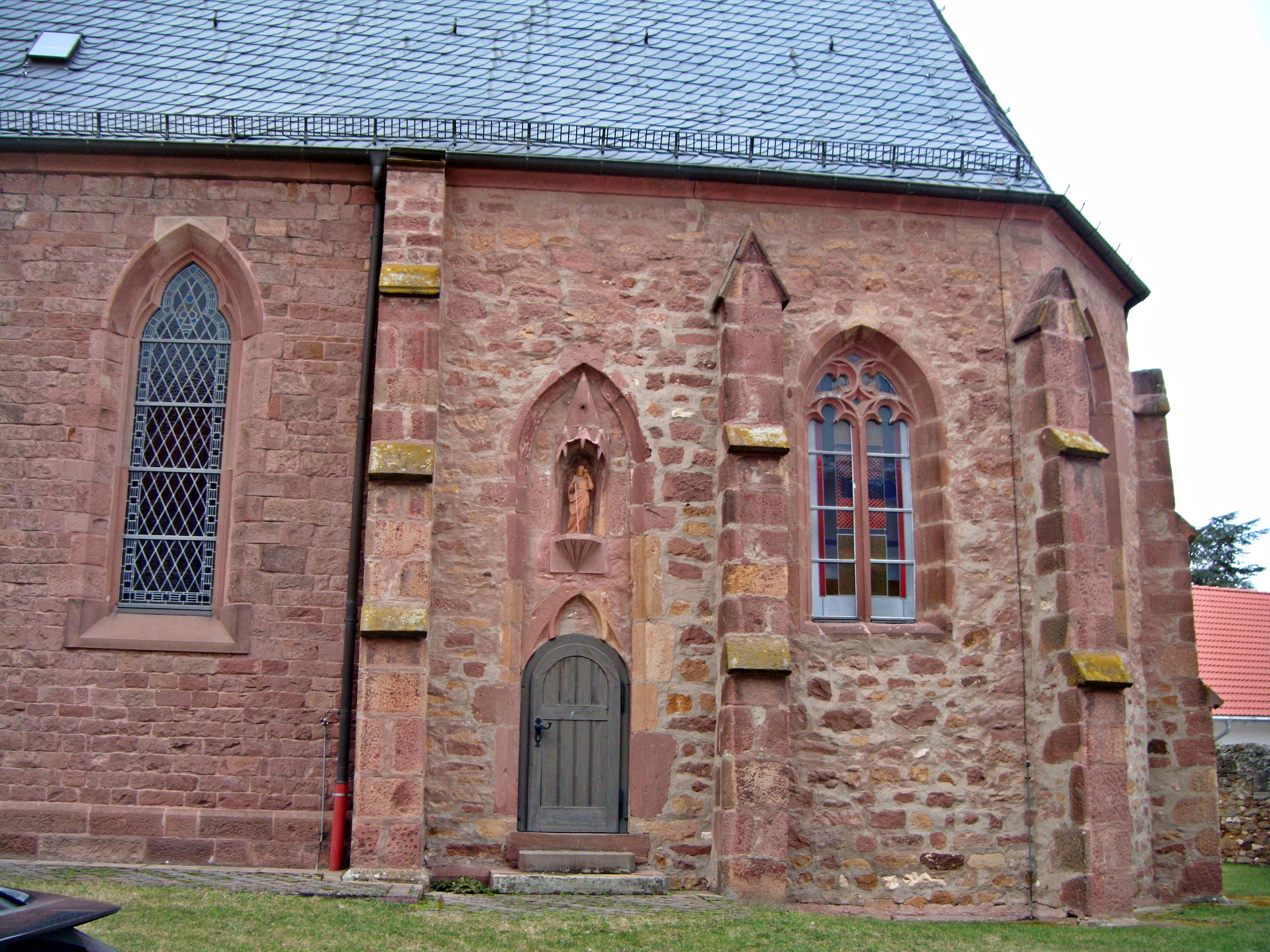
Chor von Süden
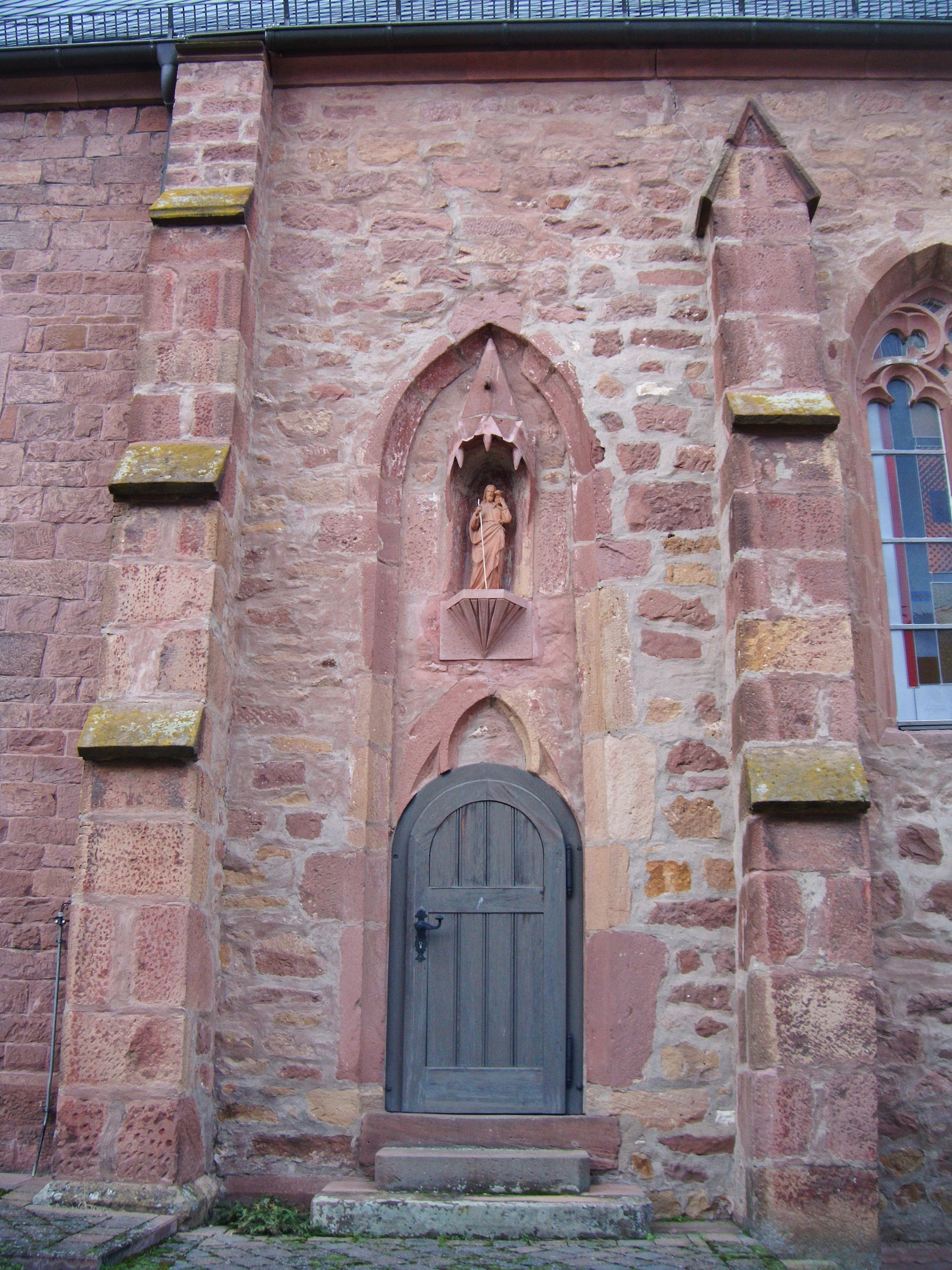
Südlicher Choreingang mit Figurennische
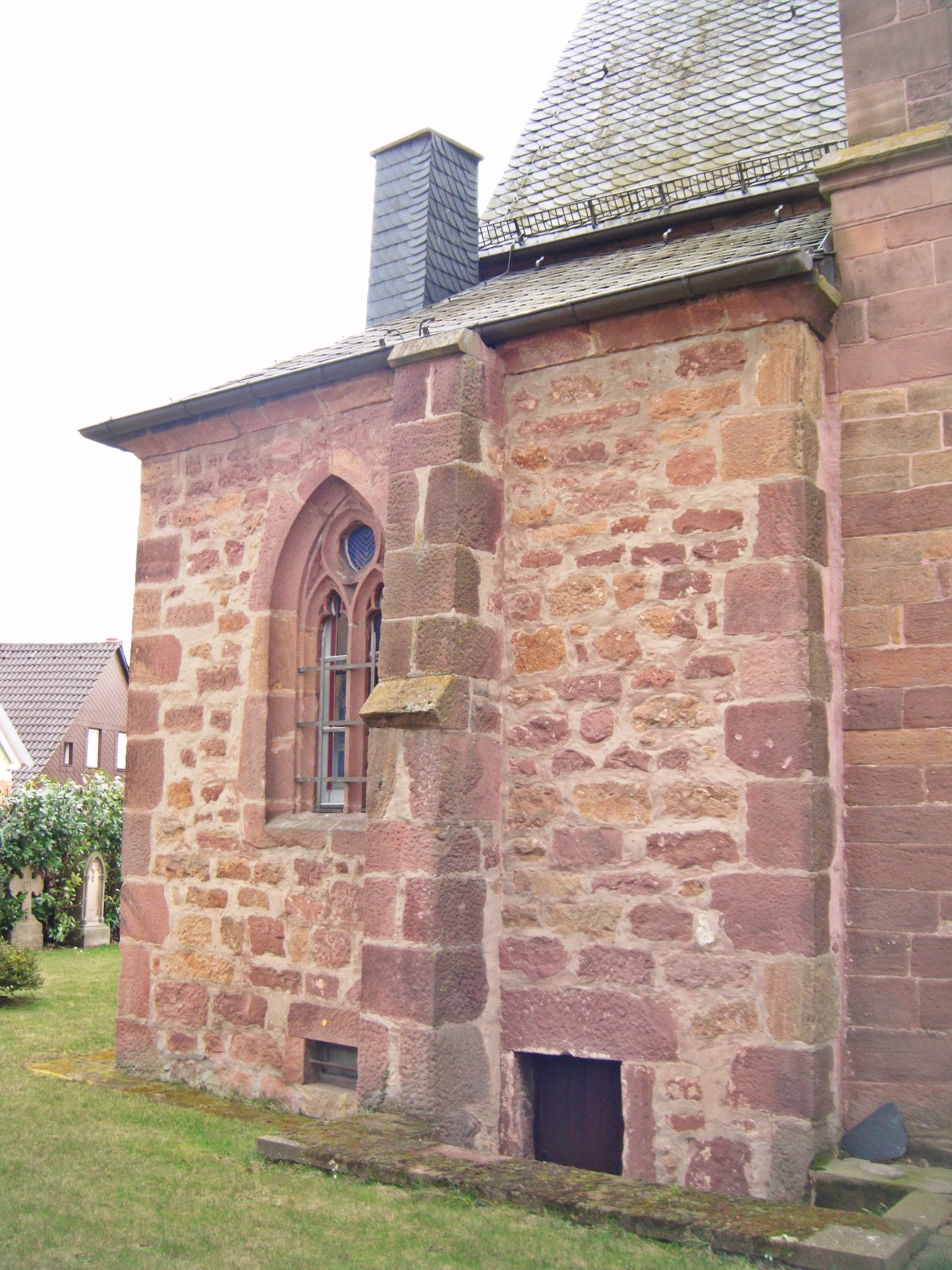
Ehem. Katharinenkapelle von Norden
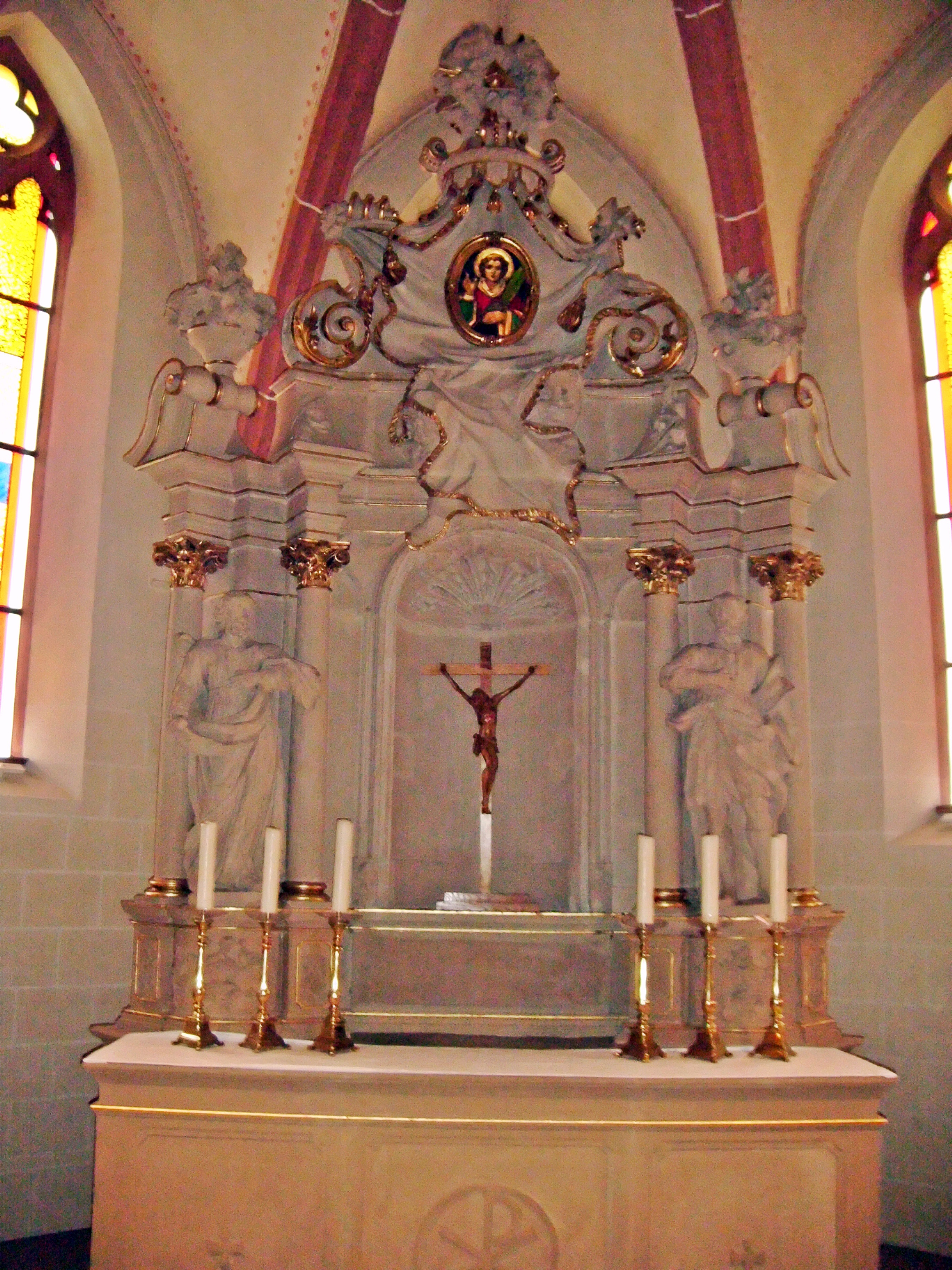
Der von Martin Augsthaler gestiftete Hochaltar
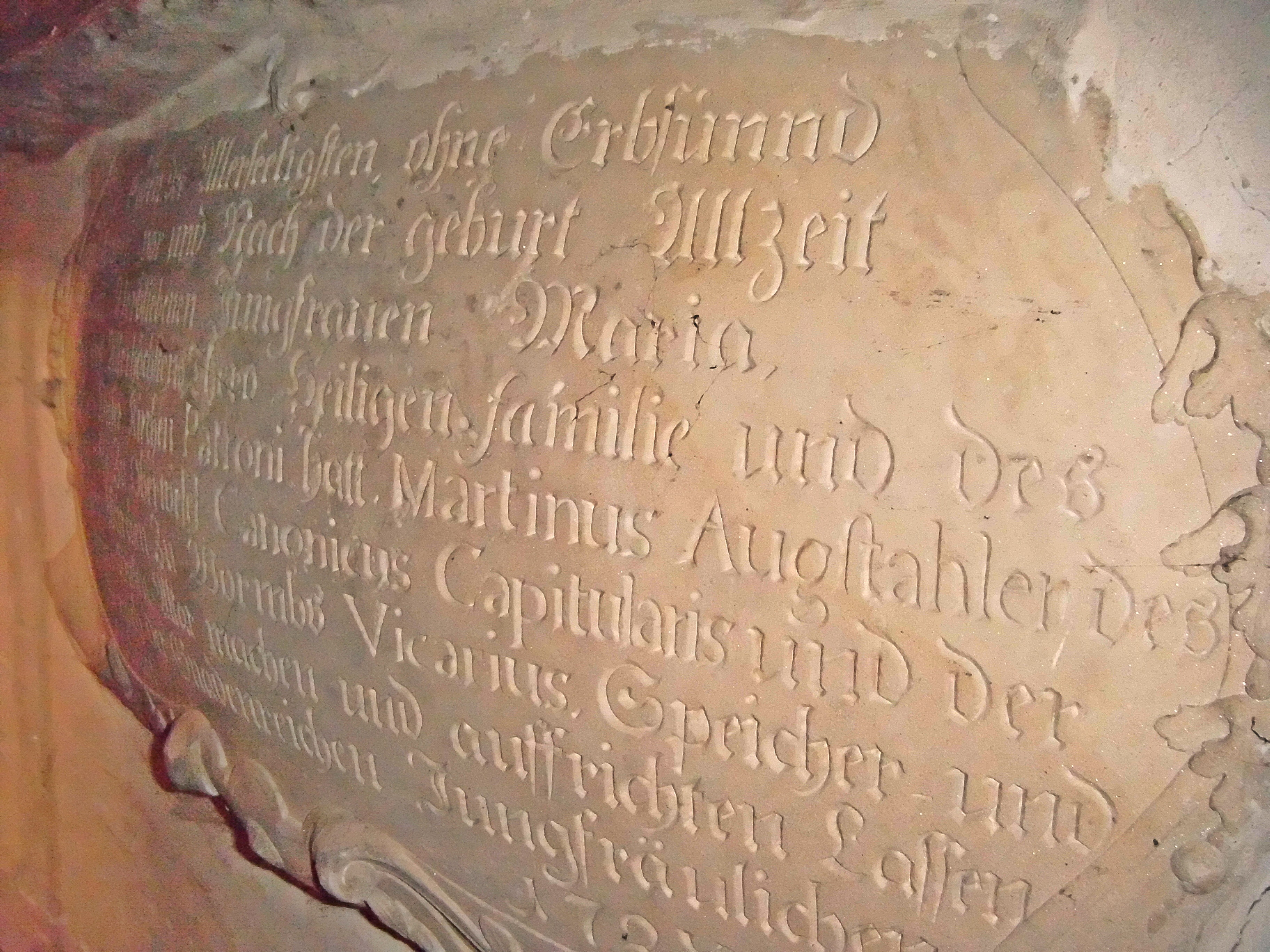
Stifterinschrift am Hochaltar
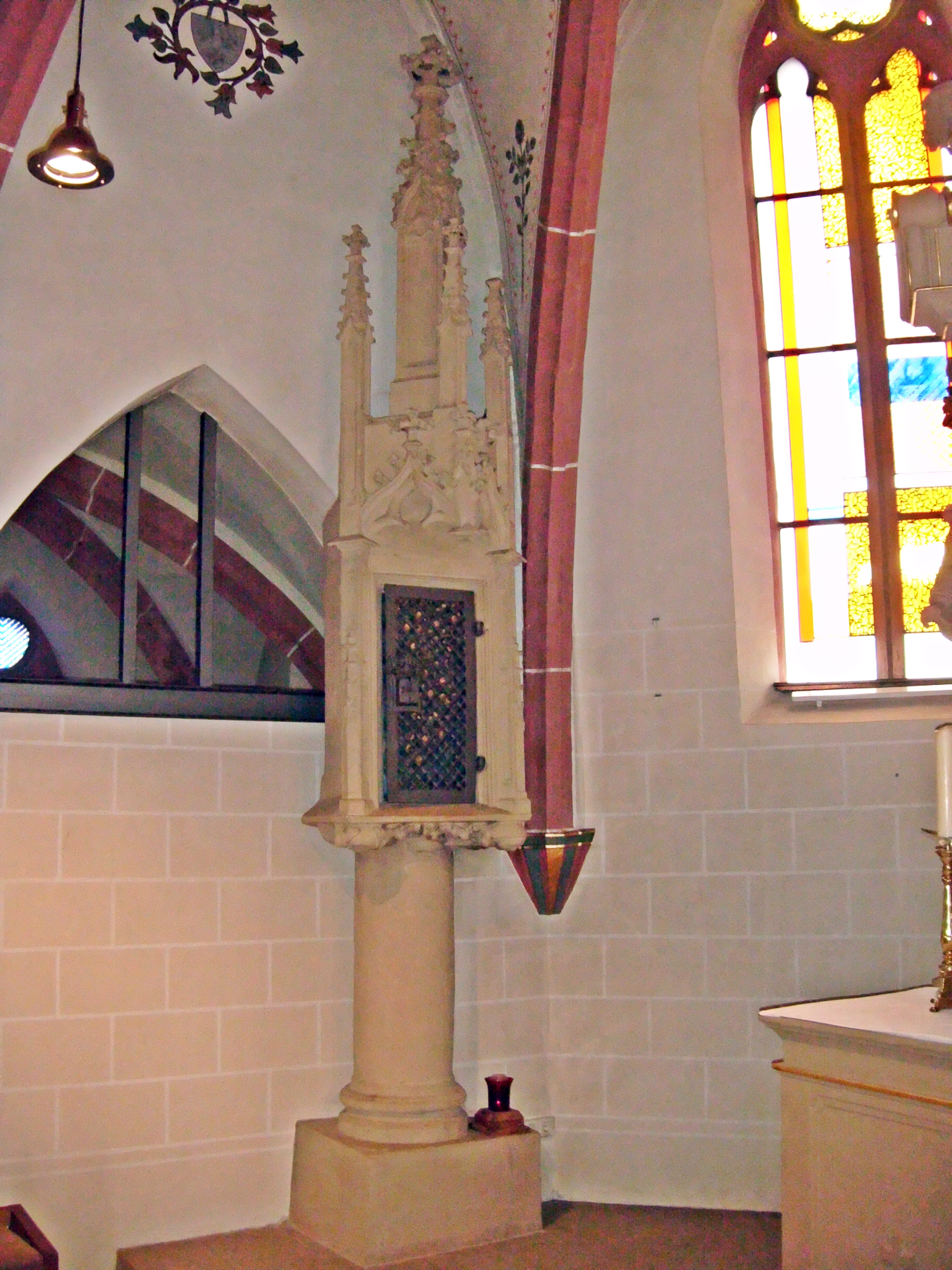
Sakramentshaus mit Durchbruchsrest zur Katharinenkapelle
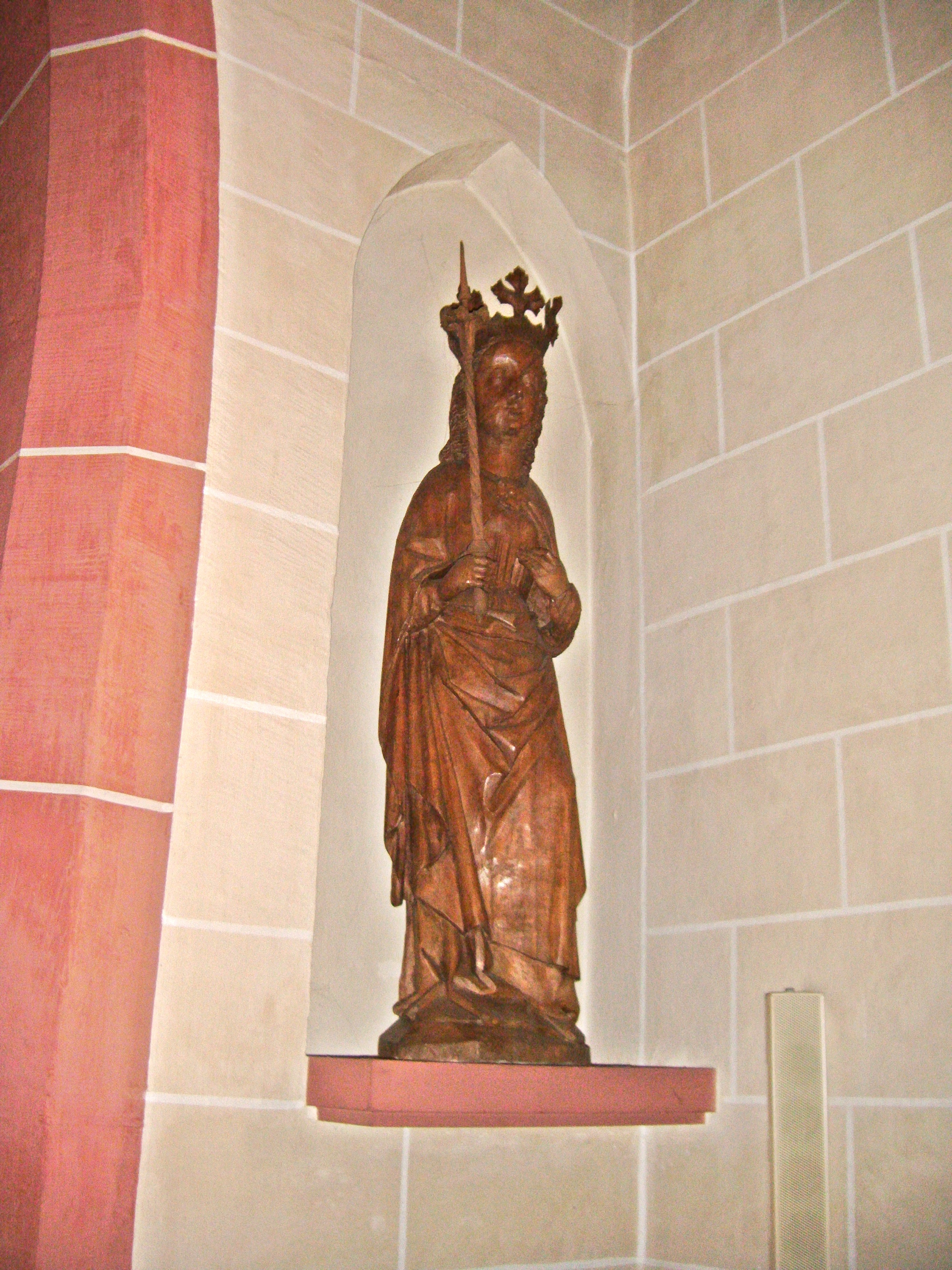
Gotische Marienfigur (um 1440)
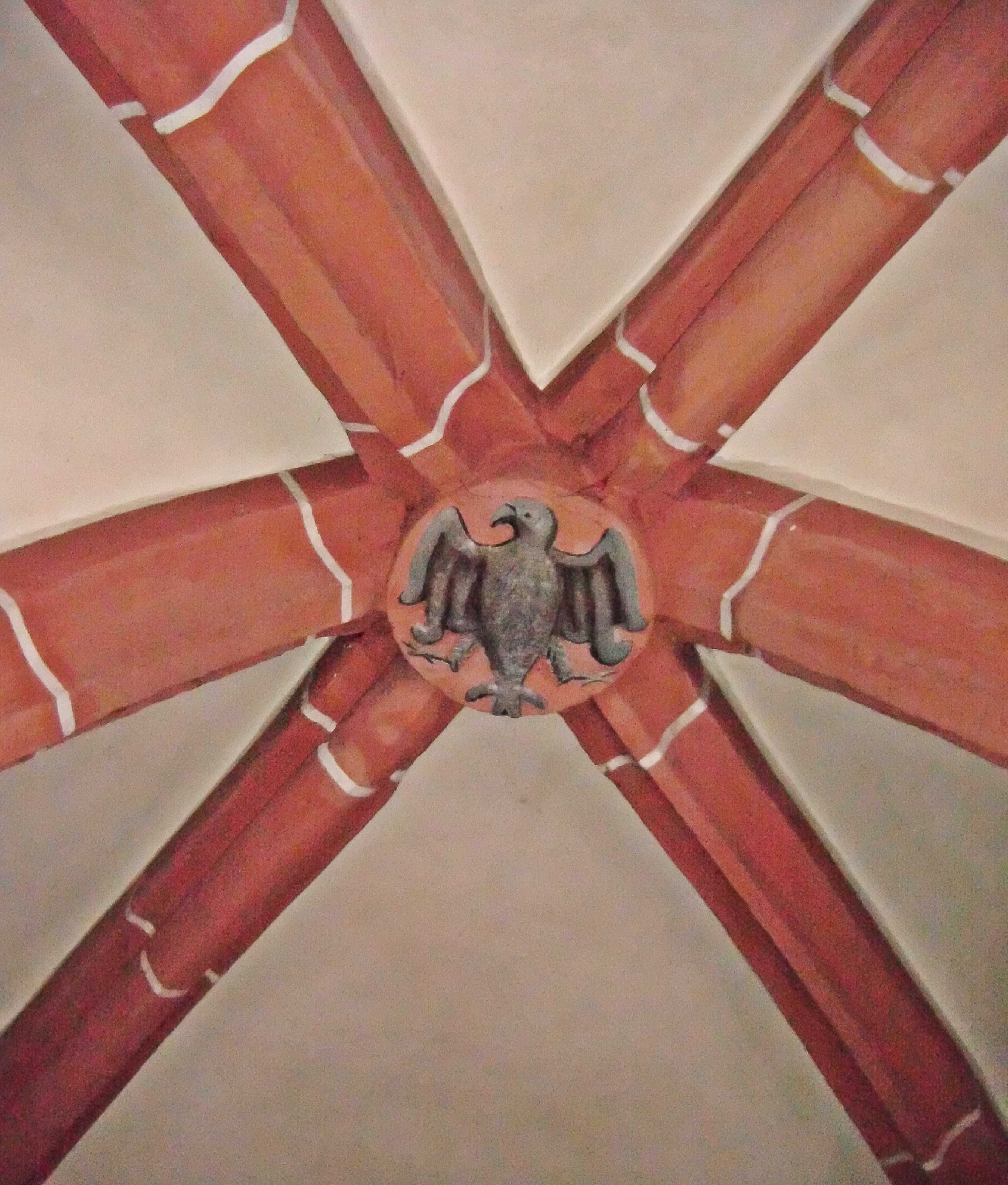
Gewölbeschluss Katharinenkapelle
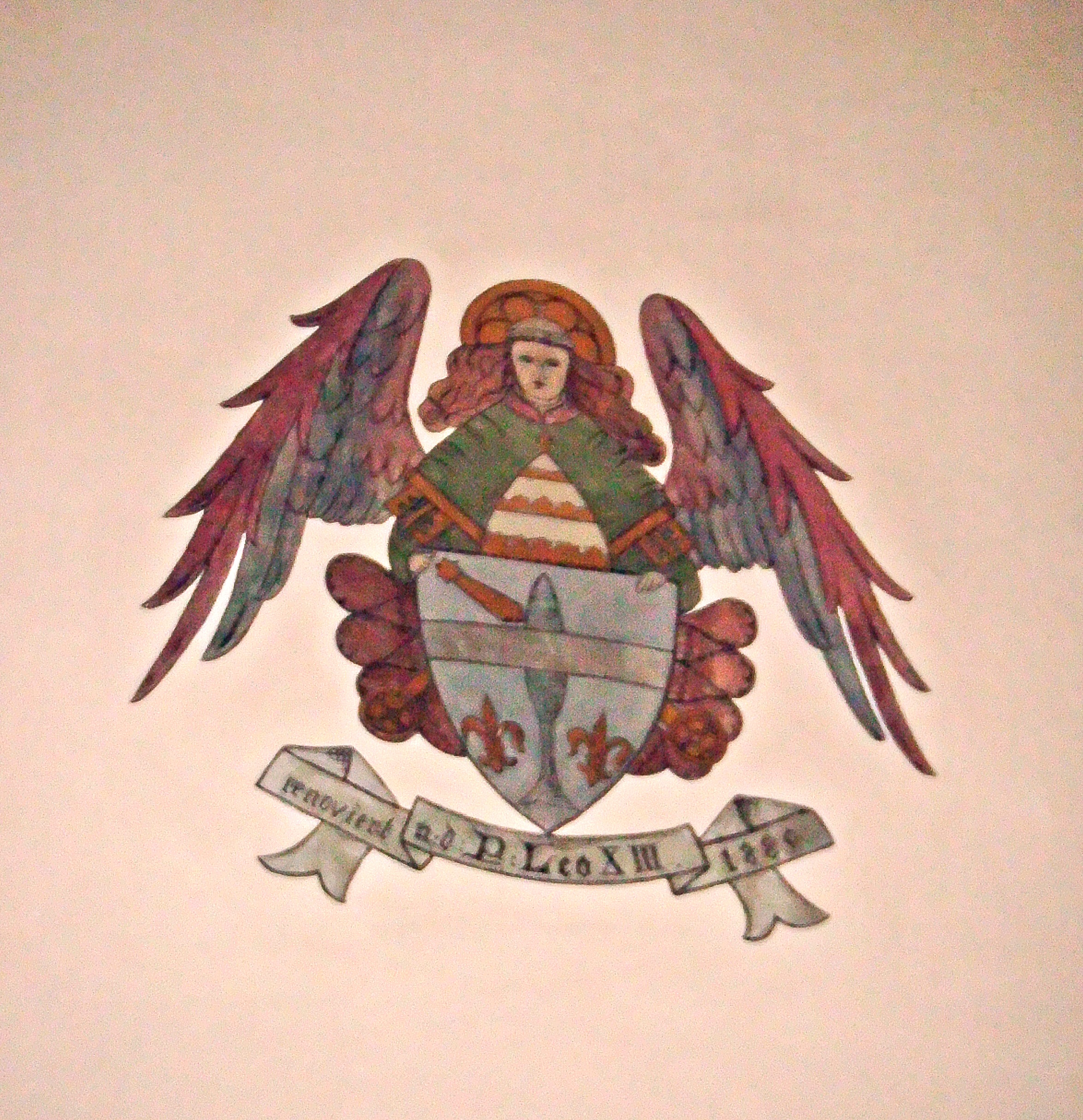
Renovierungsinschrift und Papstwappen, 1889
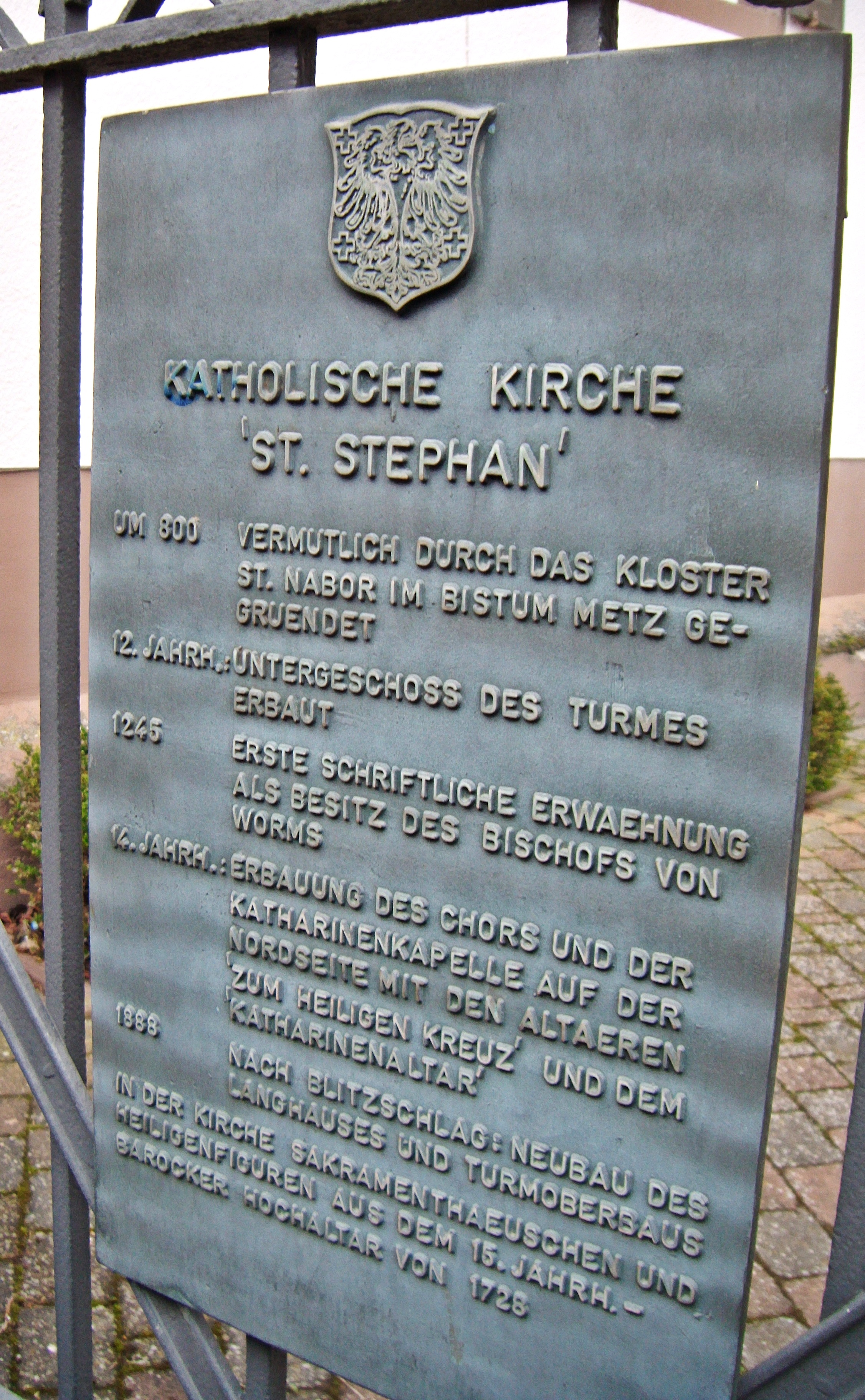
Tafel der Stadt Grünstadt